# Hale Smith
Hale Smith (Cleveland (Ohio), 29 juni 1925 – Long Island (New York), 24 november 2009) was een Amerikaanse componist en muziekpedagoog.

## Levensloop
Hale Smith kreeg zijn eerste pianolessen op 7-jarige leeftijd en was een regelmatige luisteraar van de kinderconcerten van het Cleveland Orchestra. Al vroeg begon hij partituren te verzamelen. In zijn jeugdjaren speelde hij piano in zowel klassieke als jazzstijl. Na de militaire dienst van 1943 tot 1945 studeerde hij compositie bij Marcel Dick en muziektheorie bij Ward Lewis aan het Cleveland Institute of Music in Cleveland (Ohio). In 1950 behaalde hij zijn Bachelor of Music en in 1952 zijn Master of Music. 
In 1958 vertrok hij naar New York en werkte samen met prominente jazzartiesten, onder wie Chico Hamilton, Dizzy Gillespie, Eric Dolphy, Randy Weston, Melba Liston, Ahmad Jamal en Oliver Nelson. Verder werkte hij als redacteur bij verschillende muziekuitgeverijen.
In 1952 won hij de eerste Student Composer's Award die toen gesponsord werd door Broadcast Music Inc. (BMI). Andere prijzen en onderscheidingen die hij kreeg waren de Cleveland Arts Prize, de American Academy Award, de Award from the Institute of Arts and Letters, de National Black Music Caucus en het eredoctoraat van het Cleveland Institute of Music in Cleveland (Ohio) waar hij was opgeleid. In 1960 schreef hij in opdracht van BMI Contours voor orkest. 
Hij was docent aan het C.W. Post College van de Long Island-universiteit in Brookville (New York) en aan de University of Connecticut. Smith was bestuurslid van The American Composers Alliance, Composer's Recordings en The American Music Center. 

## Composities

### Werken voor orkest
- 1952 rev.1968 Orchestral Set
- 1953 In Memoriam-Beryl Rubenstein, voor gemengd koor, kamerorkest en piano
- 1961 Contours voor orkest
- 1964 By Yearning and By Beautiful, voor strijkorkest
- 1967 Music for Harp and Orchestra
- 1972 Concert Music, voor piano en orkest
- 1974 Ritual and Incantation
- 1977 Innerflexions
- 1992 Variations on a Quasi Classical Tune, voor jeugd-strijkorkest
- Feria, voor strijkorkest
- Doxology
- In memoriam Dr. Martin Luther King, Jr.
- Nearer my God to thee
- Rock of ages

### Werken voor harmonieorkest
- 1964 Take A Chance: An Aleatoric Episode for Band
- 1964 Somersault: A Twelve Tone Adventure for Band
- 1965 Trinal Dance
- 1967 Expansions
- 1970 Exchanges, voor trompet en harmonieorkest
- 1986 March and Fanfare for an Elegant Lady
- 1993 Riverain
- 1995 Recitative and Aria, voor althobo solo en harmonieorkest
- Abide with me
- Piece, voor altsaxofoon en harmonieorkest
- Piece, voor trompet en harmonieorkest

### Cantates
- 1972 rev.1976 Comes Tomorrow, jazz cantate voor solisten (sopraan, alt, tenor, bas-bariton), gemengd koor en jazz rhythm sectie 
  1. Exhortation
  2. How lucky I am
  3. Every day is a new day
  4. Who good is a world?

### Muziektheater

#### Musical
- 1983 Joplin's Dirty Rags voor twee piano's en ragtime band

#### Toneelmuziek
- 1951 Ferma - Yerma (Yerma, 1934), voor het toneelstuk van Federico García Lorca
- 1952 Lysistrata - Lysistrate (Λυσιστρατη), voor het toneelstuk van Aristophanes
- 1953 Blood Wedding - Bodas de sangre (Bloedbruiloft, 1933), voor het toneelstuk van Federico García Lorca

### Werken voor jazz-ensemble
- 1994 Ask Your Mama, voor twee sprekers en jazz-ensemble
- Alison

### Werken voor koren
- 1950 Two Kids, voor gemengd koor
- 1974 I'm Coming Home, voor gemengd koor en slagwerk
- 1976 Toussaint L'Ouverture-1803, voor gemengd koor
- 2000 Ayobami, voor spreker, kinderkoor en slagwerk
- Lift every voice and sing, voor gemengd koor en orkest - tekst: J. Rosamond Johnson

### Vocale muziek
- 1950 Beyond the Rim of Day, voor hoge stem en piano
- 1951-1955 The Valley Wind, zangcyclus voor middenstem en piano 
  1. The Valley Wind - tekst: Lu Yün, vertaling in het Engels: Arthur Waley
  2. Spring  When daisies pied - tekst: William Shakespeare
  3. Envoy In Autumn - tekst: Tu Fu, vertaling in het Engels: Powys Mathus
  4. Velvet Shoes - tekst: Elinor Wylie
- 1956 Five Songs, voor sopraan en viool
- 1958 Two Love Songs of John Donne, voor sopraan, strijkkwartet en blazerskwintet
- 1980-1981 Mediations in Passage, voor sopraan, bariton en orkest (of piano)
- 1980 Symphonic spirituals, voor zangstem en orkest
- 1985 Three Patterson Lyrics, voor sopraan en piano
- 1991 Tra La La Lamia, voor sopraan, tenor, bariton en piano
- 1991 I'm Going To Sing, voor tenor met piano (of: viool, cello, klarinet en piano)
- 1997 Music for Martyrs, voor bas, piano en drums
- A ternion of seasons, voor spreker, blazerskwintet, koperkwintet en slagwerk
- Ev'ry time I feel the spirit, voor lage stem en orkest
- Four Negro Spirituals, voor sopraan en orkest
- Let us break bread together, voor hoge stem en orkest
- Night in a distant church, voor middenstem en piano
- This little light of mine, voor hoge stem en orkest

### Kamermuziek
- 1953 Duo, voor viool en piano, op. 9
- 1955 Sonata, voor cello en piano
- 1956 Epicedal variations, voor viool en piano
- 1974 Introduction, cadenzas and interludes, voor dwarsfluit, altfluit, hobo, klarinet, piano, harp, viool, altviool en cello
- 1975 Variations for six players, voor blazerskwintet
- 1991 Dialogues and Commentaries, voor septet (dwarsfluit, klarinet en basklarinet, slagwerk, piano, viool, altviool en cello)
- Pastoral, voor blazersensemble
- Strijkkwartet
- Tetrameron, voor pauken, slagwerk, harp, piano & strijkes

### Werken voor piano
- 1968 Faces of jazz
- 1971 Anticipations, introspections and reflections, voor piano
- 1975 For one called Billy, on his 80th birthday
- 1976 Improvisations
- 1976 Inventions on non-existent melodies, improvised on pitches given by the audience
- 1976 Sonata
- 4 Mosaics
- Introspections and reflections

### Filmmuziek
- 1966 Bold New Approach, muziek voor een documentaire
- 1968 Nuances of Hale Smith, muziek voor een documentaire

## Publicaties
- Hale Smith: African American Music; The Hidden Tradition, Chicago Symphony Stagebill (spring 1995)
- Hale Smith: Black America, 1976 WFLN (Philadelphia, PA) Program Guide (February 1976) 11-12
- Hale Smith: Creativity and the Negro, African Forum 1 (Summer 1965); 117-120
- Hale Smith: Here I Stand, in: Readings in Black American Music, edited by Eileen Southern, 271-278 New York; W. W. Norton, 1971
- Hale Smith: A Personal Remembrance of William Grant Still and His Significance for Other African-American Composers, Program booklet, Still Going On conference, St. Augustine's College, 1995